# Буенья
Буенья (ісп. Bueña) — муніципалітет в Іспанії, у складі автономної спільноти Арагон, у провінції Теруель. Населення — 67 осіб (2010).
Муніципалітет розташований на відстані близько 210 км на схід від Мадрида, 42 км на північ від міста Теруель.

## Демографія
Динаміка населення (INE ):